# Новое Дёмкино (Татарстан)
Но́вое Дёмкино (тат. Яңа Дума) — село в Аксубаевском районе Республики Татарстан, в составе Новокиреметского сельского поселения.

## География
Село находится на реке Киреметь, в 7 км к юго-западу от районного центра — посёлка городского типа Аксубаево.

## История
В «Списке населенных мест по сведениям 1859 года», изданном в 1866 году, населённый пункт упомянут как казённая деревня Новая Дёмкина 2-го стана Чистопольского уезда Казанской губернии. Располагалась при речке Щербенке, по правую сторону торговой дороги из Чистополя в Самару, в 60 верстах от уездного города Чистополя и в 30 верстах от становой квартиры в казённом пригороде Билярске (Буляре). В деревне в 153 дворах жили 885 человек (434 мужчины и 451 женщины). Была мечеть.

## Население
Численность населения по годам.
| 1782 | 1859  | 1897  | 1908  | 1920  | 1926  | 1938  |
| ---- | ----- | ----- | ----- | ----- | ----- | ----- |
| 97   | ↗884  | ↗1550 | ↗1737 | ↗1924 | ↘1222 | ↘1051 |
| 1949 | 1958  | 1970  | 1979  | 1989  | 2002  | 2010  |
| ↘974 | ↗1044 | ↘957  | ↘801  | ↘477  | ↘452  | ↗469  |
| 2015 | 2021  |       |       |       |       |       |
| ↘441 | ↘392  |       |       |       |       |       |

Национальный состав села: татары.